# David de Sousa (Bischof)

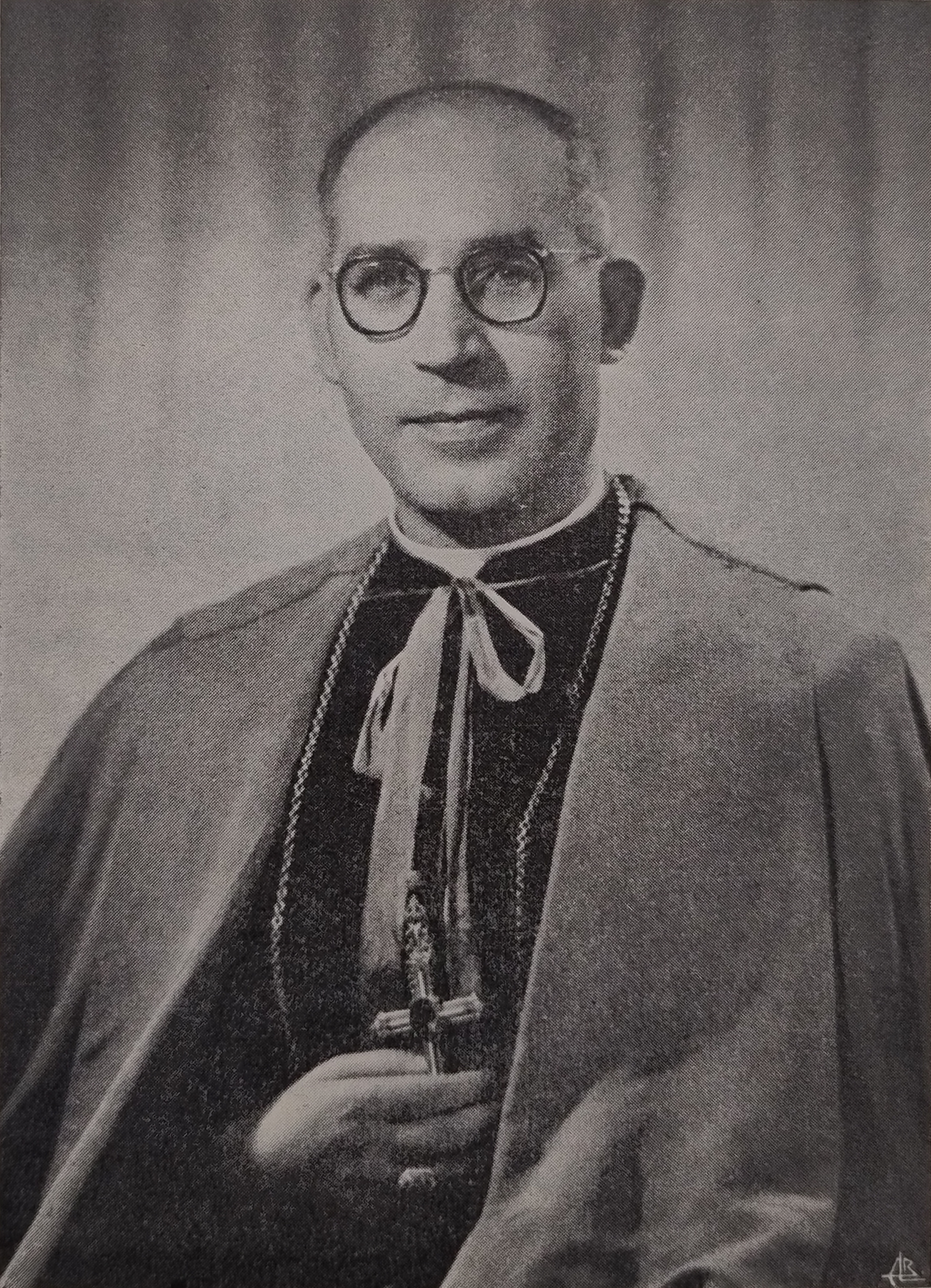
David de Sousa

David de Sousa OFM (* 25. Oktober 1911 in São João de Alpendurada; † 5. Februar 2006 in Lissabon) war ein portugiesischer Ordenspriester der Franziskaner, der zwischen 1957 und 1965 Bischof von Funchal sowie anschließend von 1965 bis 1981 Erzbischof von Évora war.

## Leben
De Sousa wurde am 18. Juli 1937 zum Ordenspriester der Franziskaner geweiht. Am 23. September 1957 wurde er als Nachfolger von António Manuel Pereira Ribeiro zum Bischof von Funchal ernannt und empfing am 10. November 1957 seine Bischofsweihe durch den Patriarchen von Lissabon Manuel Kardinal Gonçalves Cerejeira und dessen Mitkonsekratoren Manuel dos Santos Rocha, Weihbischof in Lissabon, sowie Joaquim Rafael Maria d’Assunçâo Pitinho, emeritierter Bischof von Santiago de Cabo Verde. Das Amt des Bischofs von Funchal übte er bis zum 15. November 1965 aus und wurde dann durch João António da Silva Saraiva abgelöst. Während dieser Zeit nahm er zwischen 1962 und 1965 als Konzilsvater am Zweiten Vatikanischen Konzil teil.
Am 15. November 1965 wurde de Sousa als Nachfolger von Manuel Trindade Salgueiro Erzbischof von Évora und übte dieses Amt bis zu seiner Emeritierung am 17. Oktober 1981 aus. Sein Nachfolger wurde daraufhin Maurílio Jorge Quintal de Gouveia. Während seiner Amtszeit war er Mitkonsekrator am 25. Mai 1965 von Manuel Ferreira Cabral sowie am 4. Oktober 1975 von António Francisco Marques.